# 中华书局有限公司
中华书局有限公司，通称中华书局，是中华人民共和国一家从事书籍出版发行业务的国有企业，是中华人民共和国最大的古籍文献出版社之一。总部位于北京市。

## 历史

### 成立初期

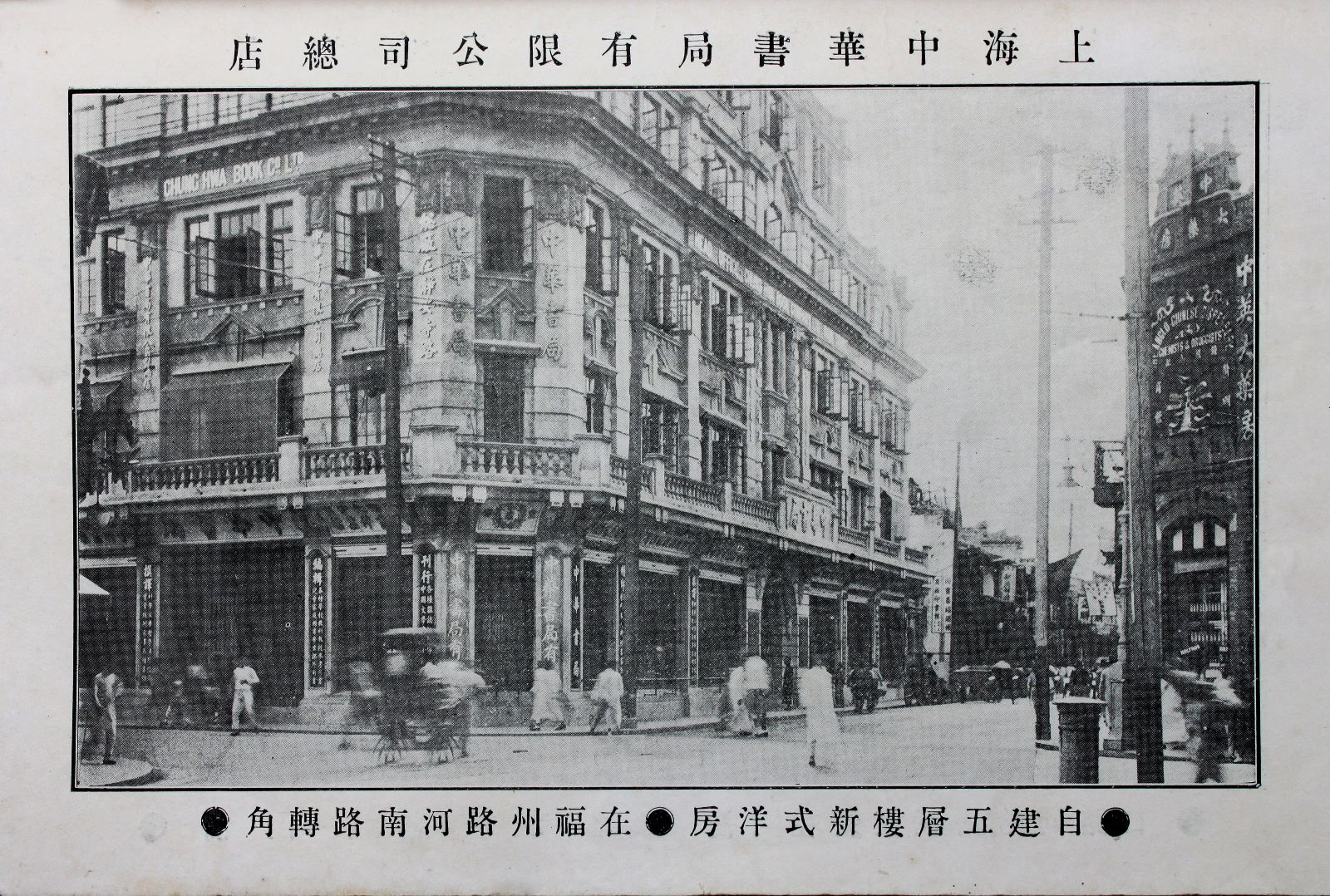
1916年建成的中华书局上海福州路大厦

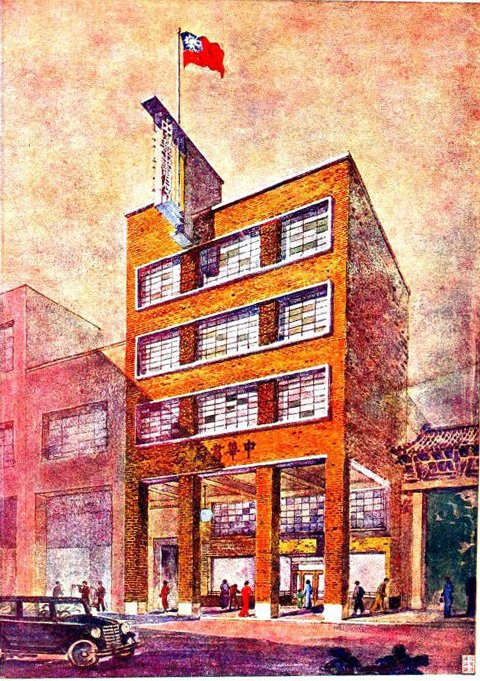
中華書局廣州分局原址。

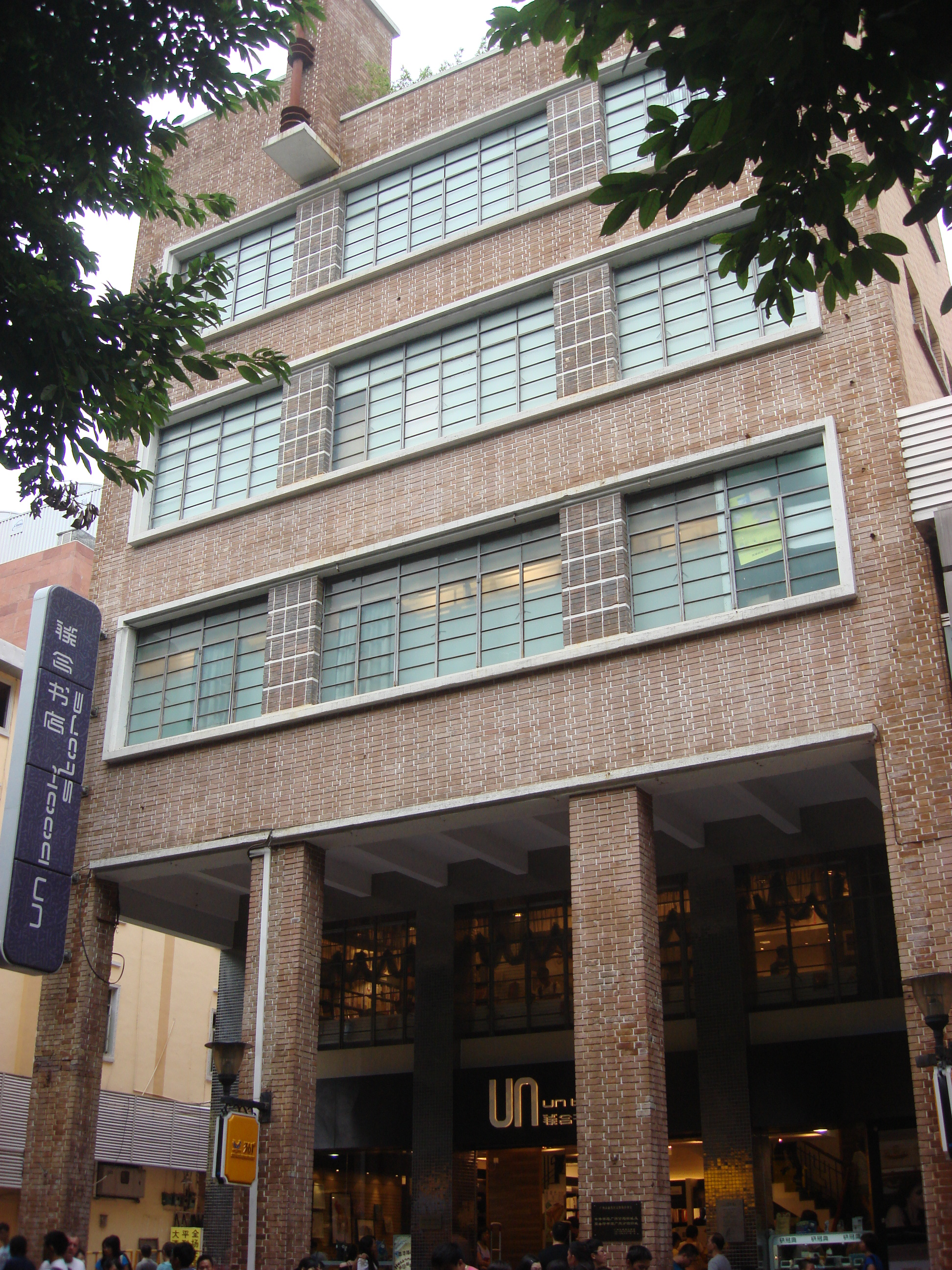
廣州聯合書店，為原中華書局廣州分局舊址。樓宇在香港聯合出版集團（中華書局（香港）有限公司為集團成員）斥資維修及重現原貌後啟用作為書店。

1911年辛亥革命前夕，当时任商务印书馆出版部主任的陆费逵与戴克敦、陈寅等约请编辑人员秘密编写新教科书。
1912年1月1日，中華書局與中華民國同時成立，由陸費逵、陳寅、戴克敦、沈頤等集資創辦於上海，宗旨為「弘揚中華文化，普及民智教育」，原是一个综合性出版社，在中華民國各大城市如南京、杭州、廣州、太原、天津、北平、青島、重慶、梧州等地設有分局四十餘處。开业后，中华书局提出“教科书革命”和“完全华商自办”的口号，与商务印书馆竞争。首先出版的《中华教科书》，以其国旗图案抢占了大部分教科书市场。
1913年，于上海设立中华书局编辑所，陆费逵任局长（后称经理）。    其后，总公司搬迁到黄浦江以北的美租界东百老汇路（今东大名路）AB29号，设编辑、事务、营业、印刷四所。其后，编辑所又移至东百老汇路88号。同年，中華書局英屬香港分局及新加坡分局成立。更擁有大印刷廠三所，其一為香港印鈔部，擁有當時世界最新、最大的凹凸版機，專印凹凸版如有價證券、鈔票、郵票及印花稅票等，享譽海內外，在文化界有不可抹滅的貢獻。之后文明书局、民立图书公司和聚珍仿宋印书局并入中华书局，中华书局迅速发展成为当时中国民间第二大出版机构。
1915年，上海中华书局改为股份有限公司，自办印刷所，并增设发行所，中华书局总店发行所设在英租界南京东路南侧礼拜堂对面的抛球场（今河南路、南京东路交叉路口）。1916年6月，在静安寺路购置了一块40亩的地皮，建成了中华书局印刷总厂。8月下旬，又把总公司迁到四马路自建大楼內。1935年底，再迁总厂至澳门路。
1920年代后期开始，中华书局先后在全国各地共设立了40多个分局，员工人数更是由1916年的1000余人增加到1937年的6000多人，资本额也由1916年的银圆160万元增加到1937年的法币400多万元，其印刷业务一直稳居全国第二，彩色印刷业务更是跃居全国第一，其发展实力达到了民国时期的顶峰。
1937年抗日战争爆发，11月上海沦陷，陆费逵赴香港。上海方面由常务董事舒新城等主持日常事务，静安寺老厂印钞部转移至香港分厂。1941年7月9日，陆费逵在香港九龙病逝，李叔明继任总经理，上海方面由吴叔同任经理。日军占领上海租界后，上海中华书局被封，业务相机内迁。
中華書局秉持「弘揚中華文化，普及民智教育」的創局宗旨，首先致力於出版小學、中學及師範教科書；後開始編纂字典辭典等工具書，以為教學及學生修業之用。
当时，中华书局云集了一大批专家学者及社会名流，如：梁启超、于右任、范源濂、马君武、田汉、张闻天、潘汉年、徐志摩、钱歌川、陈伯吹、张相、舒新城等，出版了《中华大字典》、《辞海》、《四部备要》、《古今图书集成》等有影响的书籍，國共內戰時期曾參與金圓券印發。
中华书局主要出版了二十四史及《清史稿》点校本，以及《全上古三代秦汉三国六朝文》、《先秦汉魏晋南北朝诗》、《全唐文》、《全唐诗》、《全宋词》、《古本小说丛刊》、《甲骨文合集》、《殷周金文集成》、《资治通鉴》、《文苑英华》、《太平御览》、《永乐大典》、《册府元龟》、《清实录》、《光绪朝朱批奏折》、《中华大藏经》等。又陆续推出重点丛书如“新编诸子集成”、“中国古典文学基本丛书”、“历代史料笔记丛刊”、“二十四史研究资料丛刊”、“中国古代地理总志丛刊”、“中外交通史籍丛刊”、“中外关系史名著译丛”、“中华史学丛书”等。另外，中华书局在开业之初出版发行的杂志风行一时，号称“八大杂志”，有《中华教育界》、《中华小说界》、《中华实业界》、《中华童子界》、《中华儿童画报》、《大中华》、《中华妇女界》以及《中华学生界》。
中华书局编辑部附设图书馆，1916年开设藏书楼，1925年起改称图书馆。中国抗日战争期间，商务印书馆的东方图书馆被战火烧毁，中华书局图书馆成为民间出版机构附设图书馆中藏书最多的一家。当时，中华书局图书馆藏书50余万册，有丛书、类书、地方志、金石书画、工具书、教科书、报纸杂志等。

### 共和国时期

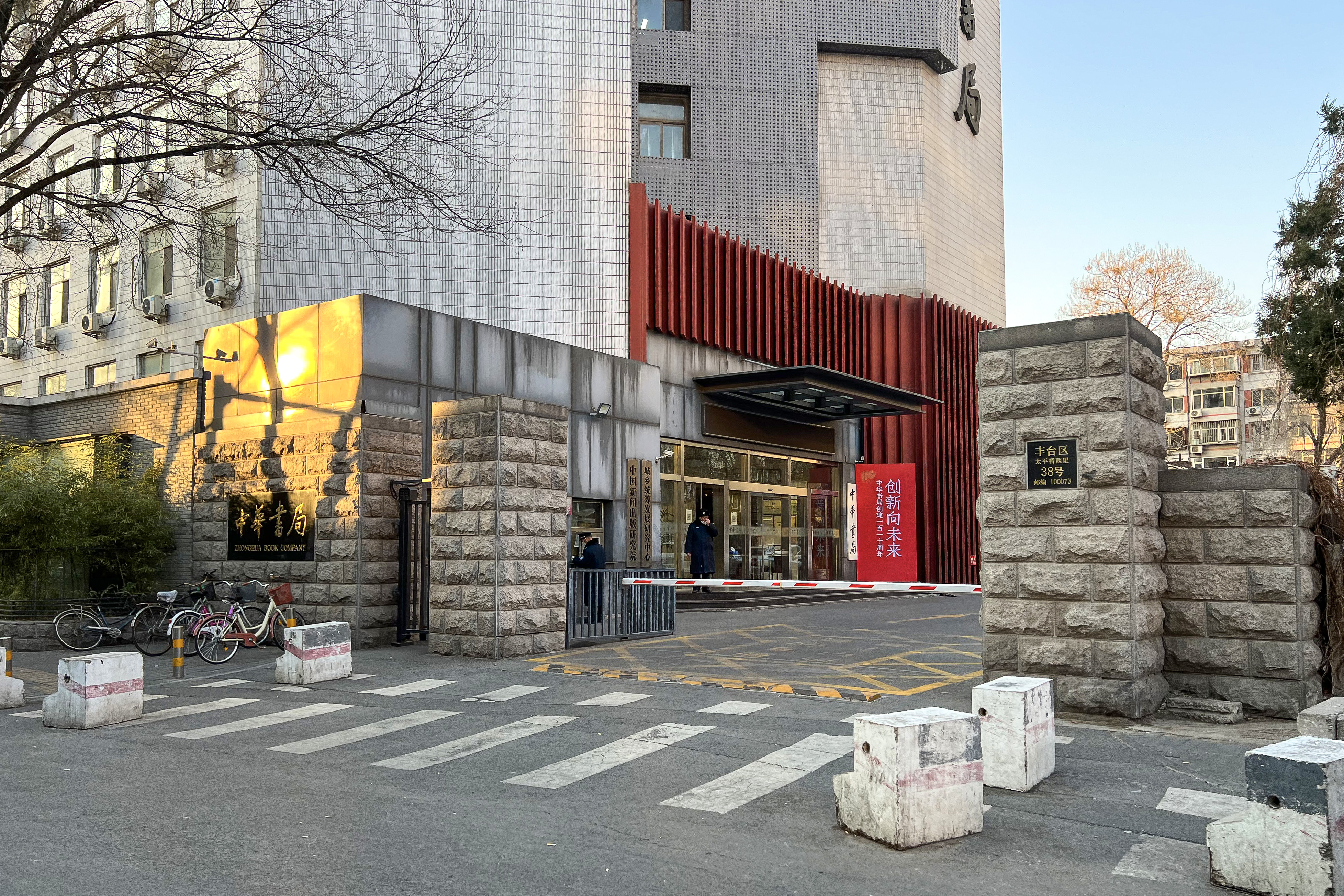
中华书局北京总部正门，可见中国新闻出版研究院、城乡统筹发展研究中心亦在此办公

1949年中华人民共和国成立后，中华人民共和国政府接收中华书局在大陆的全部资产，并改制为全民所有制企业。
1954年5月，中华书局迁至北京，一度改组为财政经济出版社，一个机构两块牌子，对外仍以“中华书局”名义出书。中华书局成为整理出版中国古代和近代文学、历史、哲学、语言文字图书及相关的学术著作、通俗读物的专业出版社，承担着国家级古籍整理的基本项目；英文名也由改為。中华书局部分留沪出版机构则组建上海辞书出版社。
1984年，中华书局在香港成立子公司。
1998年7月8日，中华书局进行企业化改革，组建中华书局有限公司。
2002年4月9日，中华人民共和国文化部部属国有企业整合组建中国出版集团公司，中华书局有限公司划入中国出版集团，成为中国出版传媒公司全资持股企业。